# Stern, auf den ich schaue
Stern, auf den ich schaue ist ein evangelisches Kirchenlied aus der Zeit der Romantik, dessen Text 1857 Adolf Krummacher (1824–1884) verfasste. Es gehört zu den viel gesungenen Liedern im Evangelischen Gesangbuch (EG Nr. 407), ist in zahlreiche Sprachen übersetzt und findet sich im Repertoire zahlreicher Chöre und Gesangvereine. Es ist auch im Mennonitischen Gesangbuch (MG Nr. 364) vertreten. Populär wurde es durch die Melodie, die Mina Koch (1845–1924) im Jahre 1887 (Erstveröffentlichung 1897) komponierte.

## Text des Liedes

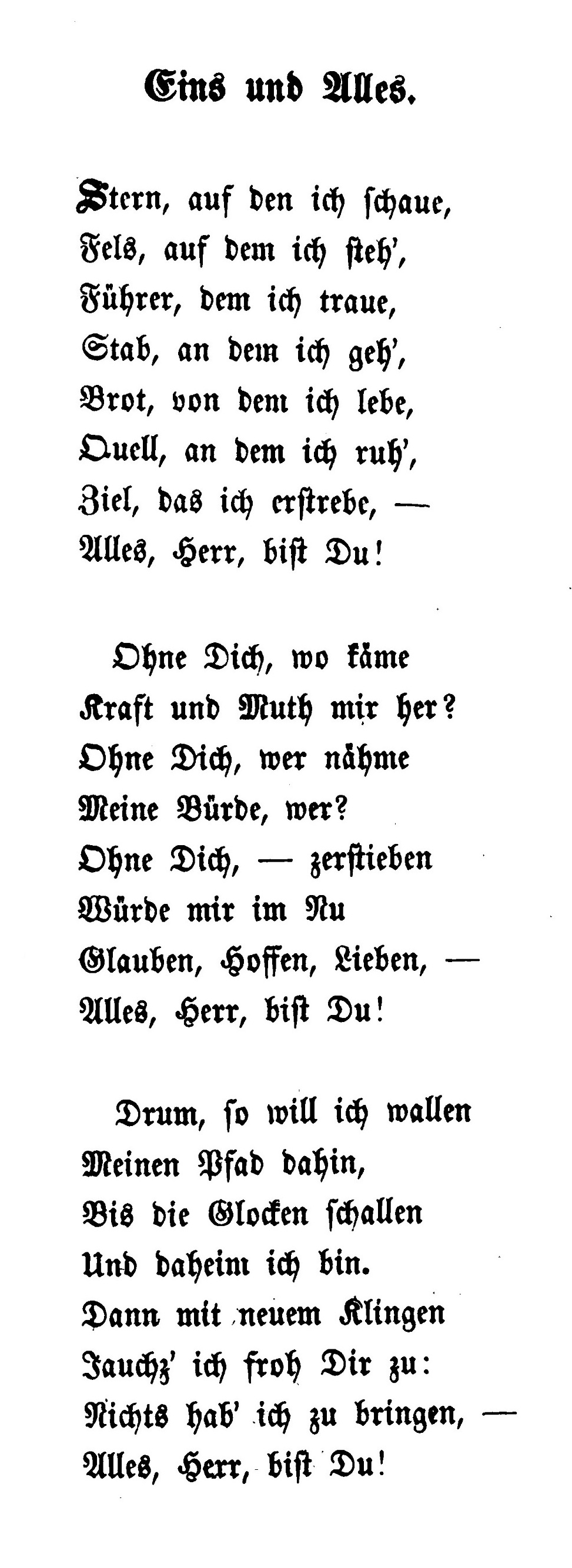
Textfassung des Erstdrucks 1857

Stern, auf den ich schaue,

Fels, auf dem ich steh,

Führer, dem ich traue,

Stab, an dem ich geh,

Brot, von dem ich lebe,

Quell, an dem ich ruh,

Ziel, das ich erstrebe,

alles, Herr, bist du.

Ohne dich, wo käme

Kraft und Mut mir her?

Ohne dich, wer nähme

meine Bürde, wer?

Ohne dich, zerstieben

würden mir im Nu

Glauben, Hoffen, Lieben,

alles, Herr, bist du.

Drum so will ich wallen

meinen Pfad dahin,

bis die Glocken schallen

und daheim ich bin.

Dann mit neuem Klingen

jauchz ich froh dir zu:

nichts hab ich zu bringen,

alles, Herr, bist du!

## Zur Entstehung des Liedes
Unter dem Titel Harfenklänge gab Adolf Krummacher im Jahre 1857 eine Sammlung von Gedichten heraus. An erster Stelle steht unter der Überschrift Eins und Alles das Gedicht Stern, auf den ich schaue. Populär wurde es erst nach seinem Tod mit der Melodie von Mina Koch.
Die Komponistin lernte das Gedicht 1887 während eines Besuches bei ihrem Bruder, dem Pfarrer Karl Schapper in Groß Möringen in der Altmark, der mit Adolf Krummachers Tochter Johanna verheiratet war, kennen. Das Gedicht machte auf Mina Koch einen derart starken Eindruck, dass sie sogleich am Klavier darüber meditierte und die Melodie sofort aufs Notenblatt schrieb.
Später wurden Wort und Weise auf Einzelblättern vom Verlag des Erziehungsvereins in Elberfeld (wo Mina Koch seit 1876 lebte) gedruckt; offiziell aber gelangte das Lied erst 1897 an die Öffentlichkeit, zu einem Zeitpunkt, an dem die Komponistin bereits zwei  Jahre erblindet war.

## Alternative Melodien zum Text
Das Krummacher-Gedicht hat weitere Melodien gefunden, die allerdings nicht annähernd so populär geworden sind. So erschien das Lied schon zu Anfang des 20. Jahrhunderts mit einer Melodie von einem/einer weiter nicht bekannten J. O. Hillyer. Es ist jedoch zu vermuten, dass die Melodie nicht originär zu dem Text entstand, sondern im Nachhinein unterlegt wurde.
Aus späterer Zeit stammt die Melodie von Wiard Popkes (1894–1954), der in Ostfriesland lebte. Er schuf je einen Satz für Männerchor sowie für gemischten Chor.
1983 vertonte Marion Warrington (* 1947 in Neuseeland) vom Verein Jugend mit einer Mission e. V. den Text neu und gab ihm damit ein zeitgemäßes Gewand.

## Alternative Texte zur Melodie
Der Melodie von Mina Koch wurde bereits früh ein anderer Text zugeordnet. Er stammt von Georg von Viebahn d. J. (1888–1915), einem Sohn von General Georg von Viebahn (1840–1915):
Fels der Ewigkeiten, 
Welten durch dich stehn,
Fels im Meer der Zeiten, 
Hort in Sturmeswehn.
Fels, der in den Gluten 
öder Wüste hier
 sprudelt Lebensfluten: 
Fels, dich preisen wir!
Stern an dunklen Tagen, 
wenn die Sonne flieht, 
du lässt nicht verzagen 
den, der auf sich sieht. 
Stern, du machst so helle 
unsre Wege hier; 
 unsrer Hoffnung Quelle, 
Stern, Dich preisen wir!
Jesus will fürs Leben 
Fels und Stern dir sein; 
du brauchst nie zu beben, 
nie bist du allein. 
Auf dem Felsen stehen, 
schauend auf den Stern, 
heißt, als Sieger gehen 
in der Kraft des Herrn.
Im Jahre 2011 inspirierte die Koch’sche Melodie den Pianisten, Sänger und Evangelisten Waldemar Grab zu einem eigenen Text:
Bin so gern auf Erden, 
diesem schönen Stern, 
was auch immer werde, 
Herr, ich lebe gern! 
Staunend über Wunder 
schau ich gern Dir zu, 
ziehst durch die Gezeiten, 
alles, Herr, bist Du!
Sonne, Mond und Sterne 
leuchten Tag und Nacht, 
schenken Licht und Wärme, 
sind Zeugen Deiner Pracht! 
Du gibst mir das Leben 
und mein täglich Brot,
will mein Herz Dir geben, 
Retter in der Not.
War’n so viele Menschen, 
oft war ich allein, 
hast mich dann gefunden, 
Herr, nun bin ich Dein! 
Will Dir gerne dienen, 
mit Herz, Mund und Klavier, 
komme Dir entgegen, 
denn ich gehöre Dir!
Dazu notiert Grab: „Dieses Lied entstand in einer Nacht, als ich nicht schlafen konnte. In tiefer Dankbarkeit über all die erlebten Eindrücke schrieb ich diese Gedanken auf … Erst während des Textens merkte ich, dass es haargenau auf die berühmte Melodie von Minna Koch passt: ‚Stern, auf den ich schaue‘.“

## Verweise